# سیارک ۱۱۸۸۶
سیارک ۱۱۸۸۶ (به انگلیسی: 11886 Kraske، نامگذاری:1990TT10) یازده‌هزار و هشتصد و هشتادوششمین سیارک کشف‌شده است که در ۱۰ اکتبر ۱۹۹۰ کشف شد.
قدر مطلق سیارک برابر ۱۵٫۵ است.